# Восточный Тимор (провинция Индонезии)
Провинция Восточный Тимор (индон. Provinsi Timor Timur) — административная единица Индонезии, существовавшая на территории Восточного Тимора в годы оккупации (1975—1999).

## История событий

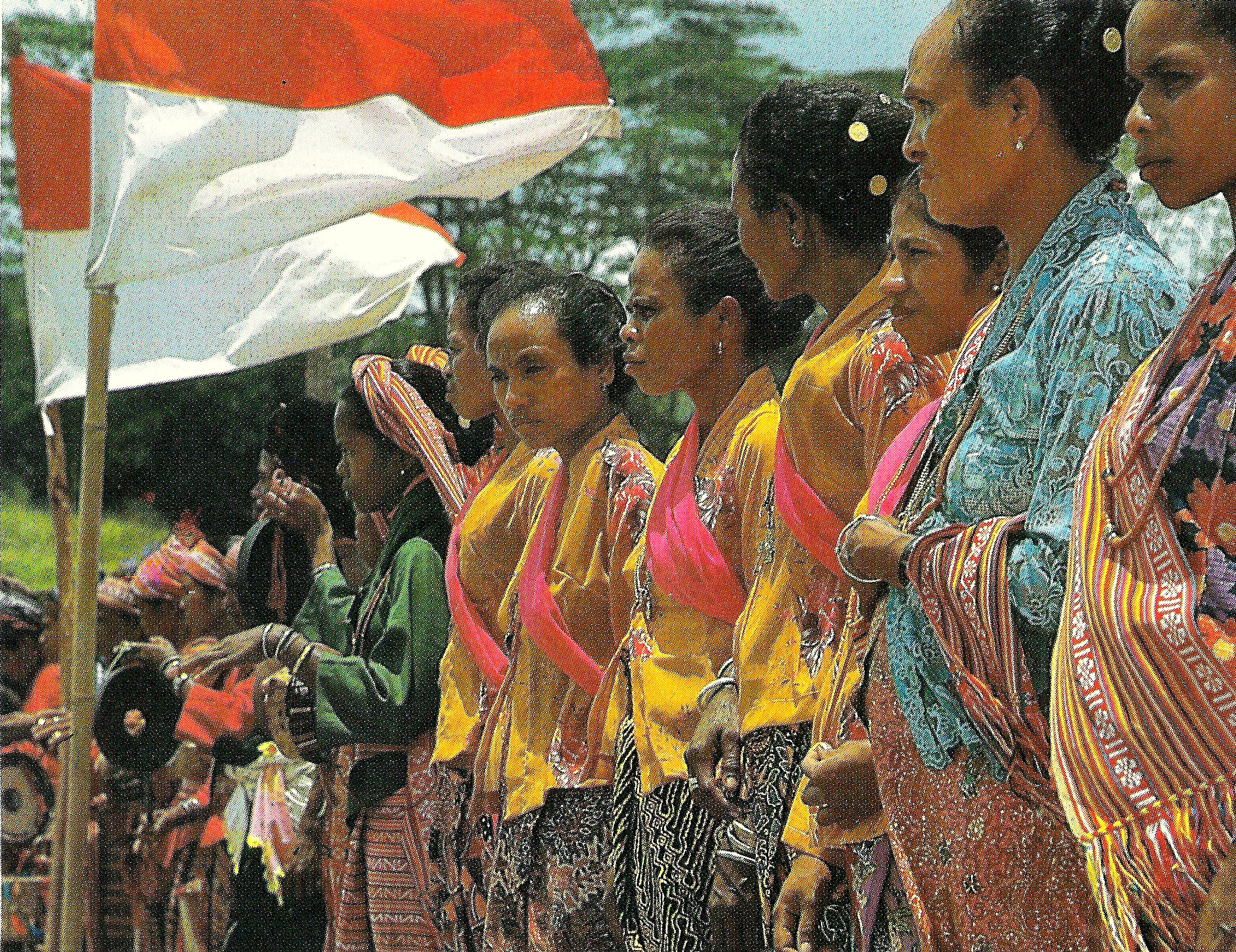
Тиморские женщины с индонезийским флагом

Португальский Тимор (Тимор-Лесте) провозгласил свою независимость 28 ноября 1975 года. Девять дней спустя, Индонезия начала вторжение на эту территорию. Индонезия объявила о присоединении Восточного Тимора 17 июля 1976 года в качестве 27-й провинции. При этом законодательно было закреплено индонезийское название территории — Timor Timur, а использование португальского языка было тогда запрещено.
Аннексия была признана крупнейшими странами мира, включая США и Австралию, но факт аннексии был оспорен в Организации Объединённых Наций.
Индонезийцы покинули Восточный Тимор в 1999 году — территория перешла под управление ООН, а в 2002 году был восстановлен государственный суверенитет этой территории. В качестве самоназвания страны было вновь закреплено её португальское наименование — Тимор-Лешти.

## Губернаторы провинции
- Арналду душ Рейш Араужо (порт. Arnaldo dos Reis Araújo), 4 августа 1976—1978 (партия АПОДЕТИ)
- Гильерме Мария Гонсалвиш (порт. Guilherme Maria Gonçalves), 1978—1982 (партия АПОДЕТИ)
- Мариу Каррашсалан (порт. Mário Viegas Carrascalão), 18 сентября 1982 — 11 сентября 1992 (партия УДТ)
- Абилиу Жозе Озориу Суареш (порт. Abílio Osório Soares), 11 сентября 1992 — октябрь 1999 (партия АПОДЕТИ)